# 選修学生
王立海軍における選修学生教程（せんしゅうがくせいきょうてい、英: Upper Yardman Scheme）とは、下士官兵を士官へ任用させる部内登用制度である。比較的若年の兵員を対象としている為、将官への下剋上も可能とした出世の登用門である。1931年までの旧称は航海講習制度（英: Mate Scheme）であったが、修了後の待遇と共に大変不評であった為、1932年に現在の名称に改められた。
名称の由来は、帆桁（英:Yard）に上る乗組員をシーマンシップの全量を発揮し、かつ勇猛果敢な者として、海軍軍人の模範である象徴とした為。

## 選抜・訓練
選修学生教程への出願は、まず所属する分隊長による士官・准士官候補者（Commissions and Warrants Candidate）としての推薦を必要とする。その後、所轄長（司令、艦長等）に承認され次第試用期間を開始し、海軍本部面接委員会による選考により、正式に選修学生として採用される。
1960年より2025年現在まで、訓練はブリタニア王立海軍兵学校で行われ、修了生は准海尉に任官される。1960年代までは、王立オーストラリア海軍、王立カナダ海軍、王立ニュージーランド海軍からの選修学生の訓練も、同地で実施していた。
当初の年齢制限は25歳までであったが、1972年に35歳までに緩和され、35歳以上でも入校できるよう、特修学生教程（とくしゅうがくせいきょうてい、英: Senior Upper Yardman Scheme）が設置された。前者は兵学校へ直接入校し、生徒教程を経た士官と同様のキャリアパスを歩むが、後者は専修別に部隊及び機関で勤務する。

## 著名な修了生
- ジェームズ・フィギンズ：1912年任官、1933年に修了者初の海軍大佐へ進級、海軍少将。
- サー・ベンジャミン・チャールズ・スタンリー・マーティン：1916年任官、1944年に初の将官として進級、海軍中将。
- サー・フィリップ・キング・エンライト：1917年任官、1953年の退役と同時に、1912年に本制度発足以来、海軍大将にまで上り詰めた人物。[5]

1. ↑  Farquharson-Roberts, Mike; Roberts, John A.G. (2015), Royal Naval Officers from War to War, 1918-1939, Palgrave Macmillan UK, p. 47
2. ↑  当時、現在の准海尉（Sub-lieutenant）に相当する階級が航海士（Mate）であった為。
3. ↑  Romans, Elinor Frances (2012), Selection and Early Career Education of Executive Officers in the Royal Navy c1902-1939, University of Exeter, p. 110
4. ↑  海上保安大学校の特修科と研修科特任主任士課程も、同じ年齢制限を設定している。
5. ↑  “Promotion to Officer by Ratings and Other Ranks (Effective 2019)”. royalnavy.mod.uk.   UK Ministry of Defence. 2023年2月21日閲覧。